# بطولة أوروبا لكرة الطائرة للرجال 1987
بطولة أوروبا لكرة الطائرة للرجال 1987 هو الموسم 15 من  بطولة أمم أوروبا للكرة الطائرة للرجال. أشرف على تنظيمه الاتحاد الأوروبي للكرة الطائرة، وكان عدد الأندية المشاركة فيه  12.